# 親雲上
親雲上是琉球國的一個位階，為琉球中級士族的称号。戴黄冠、插銀簪。
根据是否擁有采地，發音上有所区別。品位為從七品到正三品，地頭職為總地頭、脇地頭的親雲上發音為「ペークミー」。品位為從七品到從四品，無地頭職的親雲上發音為「ペーチン」。品位昇至從二品及以上者，賜予親方的稱號。
| 役職                      | 發音       |
| ------------------------- | ---------- |
| 總地頭 脇地頭             | ペークミー |
| 里之子親雲上 筑登之親雲上 | ペーチン   |
| 先島頭職 地頭代 夫地頭    | ペーチン   |

在古代，親雲上被稱作「大やくもい」。「大屋子（おおやこ） 」（Ooyako）指的是在王府中任職的人，「もい」（Moi）是敬語接尾辭。後來逐漸改稱「ペーチン」、「ペークミー」，這就是「親雲上」一詞的由來。